# 贺孟斧
贺孟斧（1911年8月—1945年5月10日），原名贺善柯，是一位中国电影导演、话剧导演。

## 生平
原籍湖南长沙，1911年出生于北京，1928年毕业于北京汇文中学，1931年毕业于国立北平大学戏剧系，1930年代在联华影业公司担任导演。
1945年5月10日在重庆逝世，享年34岁。

## 家庭
妻子是陈韬外孙女方菁。